# 小行星2633
小行星2633（2633 Bishop）是一颗绕太阳运转的小行星，为主小行星带小行星。该小行星于1981年11月24日发现。
該小行星以英國天文學家喬治·畢肖普命名。

## 轨道参数
小行星2633的轨道半长轴为2.2249238 UA，离心率为0.139。
| 前一小行星： 小行星2632 | 小行星列表 | 後一小行星： 小行星2634 |